# BIMx
Graphisoft BIMx (Building Information Model Explorer) je prezentační, komunikační a konzultační interaktivní 3D nástroj pro architekty a projektanty vyvíjený společností Graphisoft. BIMx umožňuje prezentaci celého modelu budovy, bez toho aniž by bylo nutné instalovat ArchiCAD nebo jiný BIM software. Lze prohlížet veškeré BIM modely bez licence pro profesionální vývojový software, ve kterém byl původně stavební model vytvořen. BIMx je interaktivní prostředí, ve kterém se lze pohybovat po navržené budově podobně jako v počítačových hrách. Uživatelé ArchiCADu mohou vytvořit samospustitelný BIMx model, se kterým lze pracovat na počítačích obou platforem Windows i Mac, na iPadech a iPhonech a od roku 2012 i na mobilních zařízeních se systémem Android.
Počínaje ArchiCADem 15 je BIMx integrovanou součástí instalace ArchiCADu. BIMx pracuje se dvěma typy zobrazení: stínované Open-GL (pouze ray-tracing) nebo Global Illumination (i radiozita). Navíc lze přepínat mezi módy zobrazení odstíny šedi nebo skryté hrany a obrysové kontury. Navigace ve 3D probíhá v reálném čase.

## Funkce BIMx pro iOS/Android
- 3D navigaci v reálném čase
- zobrazení v módu stereo, stínované a skryté hrany
- přitažlivost
- mód průletu
- "klepnutím projít skrz dveře"
- "klepnutím jít sem"
- půdorysná řezová rovina
- informace o stavebním prvku (výška, velikost, objem)

## BIMx pojmy
kromě toho, že BIMx je registrovaná obchodní známka firmy Graphisoft pro její první počítačový program (aplikaci) z řady mobilních nástrojů, jedná se o celou řadu aplikací, nástrojů a doplňků pro využití BIMx na různých zařízeních různých platforem.

### BIMx single 3D model
BIMx single 3D modely jsou modely publikované v původním formátu BIMx. Tyto modely obsahují informace pouze o 3D modelu. Formát BIMx single 3D model je udržován z důvodu zachování kompatibility s BIMx prohlížeči pro Android a stolní počítače, které zatím nedokáží otevřít BIMx hyper-modely.

### BIMx hyper-model
BIMx hyper-modely jsou vytvářeny novou verzí aplikace BIMx. Součástí hyper modelů jsou 2D výkresy obsažené ve výkresové složce ArchiCADu daného projektu.

### BIMx App
BIMx App je označení pro aplikaci, jež je k dispozici zdarma na App Store, Google play či Amazon a jež umí zobrazovat pouze "modelovou" část hyper modelu, resp. single 3D model. Za poplatek lze BIMx App (pro iOS a Android) rozšířit o funkcionalitu BIMx Docs.

### BIMx Docs App
BIMx Docs je placená aplikace pro mobilní zařízení iOS kompatibilní dostupná na App Store. Tato aplikace zpřístupňuje pro prohlížení i 2D dokumenty, jež jsou součásti hyper modelu.

### BIMx Desktop Components
BIMx Desktop Components jsou všechny počítačové programy, jež jsou třeba pro vytváření a prohlížení BIMx modelů na stolních počítačích a noteboocích. Jedná se o doplněk (add-on) BIMx Converter a BIMx Desktop Viewer.

### BIMx Converter Add-on
Doplněk (add-on) BIMx Converter je funkce, která se doinstalovává do ArchCADu. Tato funkce umožňuje uložit projekt ArchiCADu do formátu BIMx.

### BIMx Desktop Viewer
BIMx Desktop Viewer je samostatná aplikace, která na stolním počítači či notebooku umožňuje pracovat s BIMx single 3D modelem.

### BIMx Transfer Service
BIMx transfer service je cloud služba poskytovaná Graphisoftem jeho zákazníkům určená ke sdílení BIMx modelů.

## BIMx společenství na Facebooku
BIMx společenství na Facebooku je centrální úložiště pro sdílení interaktivních 3D modelů staveb. Vlastníci licence BIMx – komerční nebo vzdělávací – zde mohou umístit své modely. Nativní funkce Facebooku jako jsou "přidat komentář" a "to se mi líbí" jsou doplněny speciálními funkcemi pro třídění modelů podle typu licence na vzdělávací a komerční; vyhledávání modelů na základě klíčových slov nebo vyhledávání podle jména autora nebo klienta. BIMx modely mohou umístit, prohledávat i si stáhnout neregistrovaní uživatelé Facebooku, pro přidání komentářů je nutná registrace.